# منتخب اليونان لكرة القاعدة
منتخب اليونان الوطني لكرة القاعدة (باليونانية: Εθνική Ελλάδας) هو ممثل اليونان الرسمي في المنافسات الدولية في كرة القاعدة .